# Asociația Paraguayană de Fotbal
Asociația Paraguayană de Fotbal (spaniolă Asociación Paraguaya de Futbol, APF) este forul conducător oficial al fotbalului în Paraguay. Este afiliată la CONMEBOL din 1921 și FIFA din 1925 . Forul organizează Primera División de Paraguay și naționala statului. În 1906, reprezentanții celor cinci echipe din Paraguay la acel timp (Olimpia, Guaraní, Libertad, General Díaz, și Nacional) s-au întâlnit pentru a crea forul de conducere a fotbalului din Paraguay, Asociația Ligii de Fotbal Paraguayane. În 1988 și-a schimbat numele în cel actual.

## Președinți
Asociația Ligii de Fotbal Paraguayane
| Nume                      | Perioadă  |
| ------------------------- | --------- |
| Dr. Adolfo Riquelme       | 1906–1908 |
| Dr. Eusebio Ayala         | 1908–1909 |
| Don William Paats         | 1909–1910 |
| Don Emilio Mantera        | 1910–1910 |
| Don Junio Quinto Godoi    | 1910–1911 |
| Don Alejandro Gatti       | 1911–1913 |
| Dr. Enrique L. Pinho      | 1913–1923 |
| Dr. Juan Manuel Álvarez   | 1923–1924 |
| Dr. Esteban Semidei       | 1924–1926 |
| Prof. Dr. Adriano Irala   | 1926–1928 |
| Don Manuel Bedoya         | 1928–1931 |
| Don Juan Pablo Gorostiaga | 1931–1932 |
| Dr. Ignacio L. Parra      | 1932–1932 |
| Dr. Francisco Esculies    | 1935–1936 |
| Don Ramón T. Cartes       | 1936–1937 |
| Don Manuel Galiano        | 1937–1938 |
| Dr. Juan Arturo Lavigne   | 1939–1940 |
| Cnel. Sampson Harrison    | 1940–1940 |

Liga Paraguayană de fotbal
| Nume                    | Perioadă  |
| ----------------------- | --------- |
| Dr. Manuel Bedoya       | 1941–1941 |
| Dr. Julio César Airaldi | 1942–1944 |
| Dr. Crispín Insaurralde | 1944–1945 |
| Don Fulgencio R. Moreno | 1945–1946 |
| Don Oscar Pinho Insfrán | 1946–1947 |
| Dr. Lorenzo N. Livieres | 1947–1948 |
| Clte. Ramón Martino     | 1948–1948 |
| Dr. Blas A. Dos Santos  | 1948–1950 |
| Don Lidio Quevedo       | 1950–1951 |
| Dr. Blas A. Dos Santos  | 1951–1952 |
| Dr. Alfonso Capurro     | 1952–1954 |
| Don Lidio Quevedo       | 1954–1955 |
| Dr. Raimundo Paniagua   | 1955–1956 |
| Dr. Alfonso Capurro     | 1956–1957 |

Liga Paraguaya de Fútbol
| Nume                          | Perioadă   |
| ----------------------------- | ---------- |
| Dr. Pedro Recalde             | 1957–1957  |
| Dr. Ernesto Gavilán           | 1958–1959  |
| Dr. Hassel Aguilar Sosa       | 1959–1960  |
| Dr. Tulio Manuel Quiroz       | 1960–1961  |
| Dr. Manuel Duarte Pallarés    | 1961–1963  |
| Dr. Anastacio Mendoza Sánchez | 1963–1965  |
| Dr. Jerónimo Angulo Gastón    | 1965–1967  |
| Cnel. Raúl Fernández          | 1967–1968  |
| Don Juan Antonio Sosa Gautier | 1969–1970  |
| Dr. Nicolás Leoz              | 1971–1972  |
| Don Humberto Domínguez Dibb   | 1973 -1976 |
| Don Oscar Barchini            | 1977–1979  |
| Dr. Nicolás Leoz              | 1979–1984  |
| Don Jesús Manuel Pallarés     | 1985–1994  |
| Esc. Oscar J. Harrison        | 1994–1998  |

Asociația Paraguayană de Fotbal
| Nume                   | Perioadă       |
| ---------------------- | -------------- |
| Esc. Oscar J. Harrison | 1998–2007      |
| Lic. Juan Ángel Napout | 2007 – prezent |